# Bogusławy
Bogusławy [pronunciación en polaco: /bɔɡuˈswavɨ/] es un pueblo ubicado en el distrito administrativo de Gmina Paradyż, dentro del condado de Opoczno, Voivodato de Łódź, en el centro de Polonia. Se encuentra a unos 5 kilómetros al noroeste de Paradyż, a 17 kilómetros al oeste de Opoczno, y a 65 kilómetros al sureste de la capital regional Łódź.